# IQLANDIA
iQLANDIA je science centrum v Liberci. Jeho součástí je přes 400 interaktivních exponátů, mj.i první humanoidní robot v ČR – Thespian. Součástí budovy iQLandie je i planetárium.
Science centrum stojí poblíž centra Liberce v městské části Jeřáb a jeho rozloha je 10 000 m². Výstavba trvala necelé dva roky, otevření proběhlo 28. března 2014.

## Historie
iQLandia vznikla jako nástupce science centra iQPARK, prvního science centra v ČR. Ten je nově začleněn pod ní, ale společně s technickou dílnou iQFABLAB se nachází v sousední budově, v areálu obchodního a kulturního centra Babylon. 
Vlastní iQLandia byla otevřena v roce 2014 v budově bývalé továrny na vysokozdvižné vozíky Desta. Na šesti podlažích vzniklo několik expozicí, laboratoře a planetárium. V roce 2016 bylo planetárium zmodernizováno a později začalo promítat v rozlišení 4K. Vznikly další lektorské programy a scienceshow. V roce 2019 byla v iQLandii otevřena iQFABLAB, která vzniká ve spolupráci s technickou univerzitou v Liberci.

## Areál

### Expozice
Areál nabízí jedenáct expozic.
- GEOLab – nitro Země,
- Vodní svět – experimentování s vodou,
- GEO – Země a její okolí,
- Živly – přírodní síly, součástí je simulátor zemětřesení,
- TULaborka – stroj na výrobu nanovláken a další z Technické univerzity v Liberci,
- Člověk – exponáty určené k otestování vlastního těla, součástí je humanoidní robot Thespian,
- Smysly – poznávání hranic smyslů a iluze reality,
- Matematikum – vše týkající se oboru matematiky nejen pro základní školy,
- Věda v domě – jak fungují vynálezy, které denně používáme,
- Kosmo – exponáty o vesmíru, kopie vozítka Mars Rover,
- Překonané vynálezy – dnes již nepoužívané vynálezy, např. původní fotografické postupy.[5]

### Planetárium
Součástí iQLandie je planetárium nazvané iQPlanetárium s kapacitou 50 osob. Promítá dokumentární filmy o vesmíru, kosmonautice a přírodních vědách. Součástí každé projekce je také část o aktuálním dění na obloze. 
Planetárium nabízí také živé autorské pořady pro školy i veřejnost. Pravidelně jsou zařazovány i tzv. Večery pod hvězdami. Od roku 2021 nabízí projekci pomocí 4K laserových projektorů.